# Illyefalva község
Illyefalva község (románul: Comuna Ilieni) község Kovászna megyében, Romániában. Központja Illyefalva, beosztott falvai Aldoboly, Sepsiszentkirály.

## Népessége
A 2011-es népszámlálás adatai alapján a község népessége 2036 fő volt.